# ساينتس رو 3
ساينتس رو 3 (بالإنجليزية: Saints Row: The Third) هي لعبة مغامرات عام 2011 تم تطويرها بواسطة فوليشن ونشرتها تي إتش كيو. إنها الدفعة الثالثة في سلسلة ساينتس رو. كما هو الحال في اللعبتين السابقتين، فإن البطل هو شخصية من صنع اللاعب، وهو قائد عصابة خيالية من سانتس الشارع الثالث، الذين أصبحوا إمبراطورية إعلامية واستهلاكية بعلامتهم التجارية الخاصة في السنوات الخمس التي تلت أحداث ساينتس رو 2. تدور أحداث القصة في مدينة ستيلبورت الخيالية، وهي مكان جديد للمسلسل، وتتبع قصة اللاعب الفردي الخطية القديسين وهم يحاولون الاستيلاء على المدينة من النقابة، وهي منظمة إجرامية دولية مصممة على تدمير سمعة القديسين، بينما في نفس الوقت الاضطرار إلى التعامل مع STAG، وهي مجموعة شبه عسكرية مكلفة بإعادة النظام إلى ستيلبورت. تم إصدار اللعبة في 15 نوفمبر 2011 لـ ويندوز وبلاي ستيشن 3 وإكس بوكس 360. نشرت ديب سيلفر منفذ نينتندو سويتش في 10 مايو 2019. رمستر صدر رمستر الثالث، أيضا ديب فضية في 22 مايو 2020 إصدار لعبة ساينتس رو بلاي ستيشن 4، أجهزة إكس بوكس واحد، ومايكروسوفت ويندوز. بدأ تطوير اللعبة في أواخر عام 2008. كان هناك معدل دوران كبير للموظفين من فريق ساينتس رو السابق، حيث عمل خُمس الطاقم النهائي المكون من 100 شخص على لقب سابق في السلسلة. كانوا يهدفون إلى تحسين المسلسل من خلال منح اللعبة نغمة متماسكة، ووجدوها في أفلام مثل الزغب الساخن ولعبة الخفاش الجنسية المميزة للعبة. ساينتس رو: تم بناء المحرك الثالث باستخدام محرك خاص يعرف باسم مجموعة التكنولوجيا الأساسية ومحرك فيزياء هافوك.
تلقت اللعبة تقييمات إيجابية بشكل عام، مع المديح الذي يستهدف خياراتها العامة والتخصيص. كان النقد موجهاً إلى البيئة الجديدة، التي شعر العديد من النقاد بأنها مسطحة ومتخلفة مقارنةً بـ ستيلووتر، والفكاهة الباهتة. على العكس من ذلك، اعتقد البعض الآخر أن اللعبة أتقنت صيغة ساينتس رو. لقد تم ترشيحه لأفضل قصة في مؤتمر مطوري الألعاب لعام 2012، واختيار محرر آي جي إن، وحاصل على الدرجات المثالية من غيمز رادار وجي 4. تم إصدار إصدار كامل بما في ذلك حزم المحتوى الثلاثة القابلة للتنزيل في عام 2012، وأصبح توسع أدخل دوميناتريكس المخطط له تكملة للعبة، ساينتس رو 4، الذي صدر في عام 2013.

## اللعب
ساينتس رو 3 هي لعبة أكشن ومغامرات لعبها من منظور الشخص الثالث في عالم مفتوح، بحيث يستكشف اللاعبون بيئة غير مقيدة. غرار فرضية ألعاب ساينتس رو السابقة، كان هدف اللاعب هو قيادة عصابة ثالث شارع القديسين للتغلب على العصابات المنافسة لها في حرب نفوذ المدينة. حين أن بطل الرواية هو نفسه تقدم اللعبة بيئة جديدة، مدينة ستيلبورت، مع عصاباتها الجديدة: مورنينغستار ولوتشادورز وديكرز، والمعروفة معًا باسم النقابة. لزيادة تعقيد الأمور، تم استدعاء الوحدة التكتيكية الخاصة لمكافحة العصابات التابعة للحكومة (STAG) لقمع كلا المنظمتين.الثالث هو الأول في السلسلة الذي يربط بين روايات هياكل العصابات الثلاث، ويقدم أيضًا للاعب قرارات لتغيير القصة.
تم اعتبار هذه السلسلة تاريخيًا استنساخًا لـ جراند ثفت أوتو 5، التي وضعت نفسها لاحقًا على أنها «سخيفة أكثر» بالمقارنة. في القتال، يختار اللاعبون الأسلحة من عجلة اختيار السلاح، بما في ذلك المسدسات العادية والبنادق الرشاشة والبنادق وقاذفات الصواريخ جنبًا إلى جنب مع الأسلحة الخاصة مثل الطائرات بدون طيار بدون طيار وضرطة - قنبلة صاعقة في الجرة. تتضمن هجمات المشاجرة التي يشنها اللاعب هجمات مثل DDTs ومضرب دسار أرجواني. قد تستخدم لاعبين المركبات للتنقل في المدينة، بما في ذلك طائرة تحوم (المعروف باسم F-69 فتول) وخزان ريترو جيم منقطة التي هي مقفلة من خلال البعثات القصة. بمجرد إلغاء قفل المركبات الخاصة، فإنها تكون متوفرة بشكل غير محدود ويمكن تسليمها مباشرة إلى موقع شخصية اللاعب. يتم تكثيف إجراءات اللاعب مع ما يسميه فوليشن «الزر الرائع»، حيث على سبيل المثال سوف يغوص اللاعب عبر الزجاج الأمامي إلى مقعد السائق في السيارة. يمكن لعب مهام حملة القصة الرئيسية بمفردها، أو بشكل تعاوني إما عبر الإنترنت أو عبر ارتباط النظام دون اتصال بالإنترنت. تمت إضافة بعض العناصر إلى حملة اللاعب الثاني. لا يوجد وضع متعدد اللاعبين تنافسي، ولكن «وضع البقاء على قيد الحياة القائم على الموجة» يسمى وضع Whored والذي يدعم ما يصل إلى لاعبين. يقوم اللاعبون بتخصيص شخصياتهم بعد المهمة التمهيدية. لاعب حرف يمكن تخصيص الهيئات، واللباس، والمركبات، وكذلك خصائص المنزل. يمكن للاعبين أيضًا مشاركة تصميمات شخصياتهم في مجتمع ساينتس رو عبر الإنترنت. بصرف النظر عن مهام القصة الرئيسية، هناك عمليات تحويل اختيارية لكسب المال وكسب السمعة، مثل التأمين الاحتيالي، حيث يؤذي اللاعبون أنفسهم في حركة المرور لتعظيم إيذاء النفس قبل انتهاء صلاحية المؤقت، أو الفوضى، حيث يزيد اللاعبون من تدمير الممتلكات قبل انتهاء الوقت. تم تقديم بعض هذه التحويلات في ألعاب ساينتس رو السابقة. تخدم الأنشطة الحبكة ويتم وضعها كتدريب شخصية اللاعب أو إتلاف النقابة. يمكن تكرارها أيضًا. بعيدًا عن عمليات التحويل المنظمة، يتمتع اللاعبون بحرية الاستمتاع عن طريق شراء ممتلكات، والتسوق لشراء العناصر، والعثور على دمى جنسية مخفية ومقتنيات مخبأ للأموال، وإحداث فوضى غير مرغوب فيها. هناك أيضًا عمليات عصابات «بؤرية» تمنح الاحترام عند التعطيل. مهاجمة الآخرين تزيد من سمعة اللاعب كما هو موضح بالنجوم. ساينتس رو 3 قدم مستويات الخبرة وترقيات الأسلحة إلى هذه السلسلة. معظم الإجراءات في اللعبة تأتي مع الحوافز في شكل المال والاحترام (سمعة). المال يشتري الأرض والأسلحة وغيرها من الترقيات، والاحترام هو نوع من نقطة الخبرة التي يمكن أن تطلق قدرات لاعب مثل «لا ضرر من السقوط» أو «سباق لانهائي»، فضلا عن ترقيات لدعم عضو عصابة لاعب الكمبيوتر التي تسيطر عليها. في المقابل، يحصل اللاعبون على حافز إضافي ليغيبوا عن تصادم السيارات تقريبًا، وينكزون عاريين عبر الشوارع، ويطلقون النار على الآخرين في الفخذ، ويفجرون السيارات الذكية، ويقتلون التمائم في التحديات المحيطة لكسب المزيد من الاحترام. عدم الاحترام لا يعيق تقدم القصة، كما حدث في المباريات السابقة. يتم إدارة تقدم اللاعب وفتحات من قبل قائمة الهاتف الخليوي في اللعبة التي تسمح أيضا استدعاء لاعب لتسليم السيارة وغير لاعب حرف النسخ الاحتياطي. كما أن الدعم الذي يتم التحكم فيه بالكمبيوتر سيتحاور مع بعضهما البعض.

## القصة
بعد خمس سنوات من أحداث ساينتس رو 2، تطورت سانتس الشارع الثالث إلى مؤسسة إعلامية واستهلاكية بعلامتها التجارية الخاصة. أثناء سرقة أحد البنوك في ستيلووتر للترويج لفيلم قادم عن أنفسهم، يواجه الرئيس وكبار مساعديه، شوندي وجوني غات، مقاومة غير متوقعة في الوظيفة، مما يؤدي في النهاية إلى إلقاء القبض عليهم. تم تسليم المجموعة إلى فيليب لورين، رئيس مؤسسة إجرامية دولية تعرف باسم «النقابة». بعد رفض صفقته لمنح النقابة معظم أرباحهم مقابل حياتهم، قام القديسون بفرار، على الرغم من أن جات ضحى بنفسه للسماح للرئيس وشوندي بالهروب. رداً على الحادث، أمر لورين النقابة بمهاجمة القديسين والتأكد من تدمير إمبراطوريتهم. شونديي بوس لاند في مدينة ستيلبورت، التي تحكمها بقوة العصابات الرئيسية الثلاثة للنقابة: مورنينغستار، وهي عصابة متطورة بقيادة لورين جنبًا إلى جنب مع فيولا وكيكي دي وينتر، التي تهيمن على تجارة الجنس؛ ذا المقاتلين، وهي عصابة مكسيكية تحت عنوان المصارع بقيادة إيدي «كيلبان» بريور، الذين يديرون الكازينو الخاص بهم؛ وذا ديكر، وهي عصابة قراصنة يقودها مات ميلر، التي تهيمن على السوق السوداء الإلكترونية في المدينة بعد وصول ملازم القديسين بيرس واشنطن مع دعم، يؤمن القديسون مخبأ، ويطاردون عمليات لورين، ويقتلونه في النهاية في مبناه. في هذه العملية، ينقذون أوليج كيرلوف، عميل KGB السابق الذي تم استنساخه بالقوة لتقديم المتوحشين للنقابة، والذي يساعدهم على تعقب الحلفاء الآخرين: العميل السابق في مكتب التحقيقات الفيدرالي كينزي كنسينغتون، الذي يسعى لتعطيل ديكرز القواد المخضرم زيموس، الذي فقد عمله لصالح مورنينغستار؛ وملاك الموت، شريك المصارعة السابق المرارة لكيلبان. مع وفاة لورين، نشأ صراع على السلطة بين النقابة، وبلغ ذروته بتولي كيلبان زمام الأمور بعد أن قتل كيكي في غضب غيور. بدافع الغضب، تنقلب فيولا إلى القديسين وتساعدهم على إنهاء مورنينغستار. وفي الوقت نفسه، أدى الفوضى في ستيلبورت إلى موافقة الحكومة الفيدرالية على بدء تشكيل فرقة عمل لمكافحتها - فرقة العمل التكتيكية الخاصة المناهضة للعصابة (STAG)، بقيادة السناتور مونيكا هيوز وسيروس تمبل. مسلحًا بتكنولوجيا متقدمة للغاية، تضع STAG المدينة تحت الأحكام العرفية حتى يمكن استعادة النظام. خلال هذا الوقت، ركز القديسين على ديكر، حيث حصل الرئيس على العناصر التي يحتاجها كينزي للسماح لهم بالوصول إلى شبكة ديكر باستخدام أفاتار افتراضي. وبمجرد دخوله، يتولى الرئيس شخصية مات ويهزمها، مما يجبر مات على التقاعد ومغادرة المدينة. مع بقاء المقاتلين فقط، يقترح Angel إهانة كيلبان خلال مباراة المصارعة الرئيسية التالية، مما أدى إلى هياج عبر ستيلبورت بعد خسارته.
في هذه المرحلة، يجد الرئيس نفسه مضطرًا للاختيار بين مطاردة كيلبان، الذي يستعد للفرار من المدينة بالطائرة، أو إنقاذ شاوندي وفيولا والعمدة بيرت رينولدز، الذين تم القبض عليهم من قبل STAG ونقلهم إلى أبرز نصب ستيلبورت، التي تم تزويرها بالمتفجرات. من الناحية القانونية، اختار الرئيس إنقاذ أفراد العصابة ورينولدز، مما أدى إلى هروب كيلبان، وتم الترحيب بالقديسين كأبطال لإنقاذ النصب التذكاري، وغادر STAG ستيلبورت بعد أن أصبحت أفعالهم موضع استجواب شديد من قبل الحكومة الفيدرالية. قرر القديسين عدم مطاردة كيلبان، وبدلاً من ذلك يستأنفون أنشطتهم الاستهلاكية، مع التركيز على فيلم جديد يسمى العصابات في الفضاء يقوم ببطولته الرئيس. إذا اختار الرئيس بدلاً من ذلك متابعة كيلبان، فسيقتلونه في النهاية، لكن STAG دمر النصب التذكاري وقتلشوندي وفيولا ورينولدز، مما أدى إلى انتقام القديسين من خلال تدمير حاملة طائرات STAG وإعلان ستيلبورت دولة مستقلة تحت حكمهم.

## تطوير
لعبة ساينتس رو 2 كانت ' فلسفة تصميم ل"كل شيء وضع في لعبة"، مما جعل للقب مفككة مع لهجة مختلفة. قال مدير التصميم سكوت فيليبس إن إرث المسلسل من الخفة جعل من الصعب تحديد نغمة التكملة. صمد فريق التطوير في معدل دوران مرتفع بين الإصدارين، حيث عمل خُمس الفريق الأخير المكون من 100 شخص فقط على لقب في السلسلة من قبل.ساينتس رو: كان الثالث قيد التطوير بحلول سبتمبر 2008 باسم ساينتس رو 3. خلال الأشهر الستة الأولى من التطوير، اختبر الفريق مفهوم مغامرة قائمة على الاختيار يظهر فيه عميل سري يتسلل إلى القديسين، والذي تم إسقاطه لعدم توافقه مع روح السلسلة. الآن بدون رؤية، صنع الفريق "فيديو نغمة" مع مقاطع من الأفلام والأغاني التي من شأنها تحديد العنوان الجديد. النسخة النهائية ظهرت بتات من فتيان أشقياء 2 وإطلاق النار و الزغب الساخن وموتلي كرو" ركلة قلبي ". عمل الفريق في هذا الاتجاه لإيجاد شخصية ساينتس رو 3، والتي وجدها في توقيعه "dildo bat". بدأت الفكرة كسلاح خاص بمهمة لمرة واحدة وعمل الفنانون مع هذا المفهوم. أصبح شعار التصميم الخاص بهم "احتضان المجنون ؛ متعة تفوق كل شيء". جاءوا إلى استنتاج مفاده أن "كل شيء كان لا بد من على رأس هذه وذلك للتمييز لعبة ساينتس رو: الثالث من بطولة العالم المفتوحة الأخرى، وجعل الامتياز إلى لقب رابطة السيارات الأمريكية. زاد الفريق من اختبار اللعب للتحقق من إيقاع العمل و "لحظات التحضير" ضمن التدفق العام. اعتبر المنتج جريج دونوفان ساينتس رو: الجزء الثالث إعادة تشغيل للامتياز، "متماسك" بطريقة لم تكن المداخلتان "شبه الجادتان" السابقتان. بخلاف موضوعات "فوق القمة"، أراد الفريق "لحظات أكثر برودة" "القرف المقدس" التي سيتذكرها اللاعبون إلى الأبد ويريدون مشاركتها. فيليبس أيضًا "لا يريد أن يكون اللاعب زبرًا".
تم تصميم مدينة ستيلبورت بحيث يمكن للاعب تحديد المواقع دون الحاجة إلى خريطة مصغرة، مع أفق يمكن التعرف عليه مكانيًا ومركبات العصابات الشهيرة في مناطق محددة. لم يتم عرض العنوان في معرض الترفيه الإلكتروني 2010 (E3) مع توضيح أن الشركة أمضت العام في «إعادة بناء التكنولوجيا»، ولكن تم ذكر فيلم ربط في الإنتاج وكان من المتوقع إعلان ساينتس رو 3 في في ديسمبر سبايك VGAs. ساينتس رو: تم الإعلان أخيرًا عن الثالث رسميًا في مارس 2011. أراد الفريق تضمين العديد من الميزات والعناصر المختلفة، لذلك أصبح تحديد نطاق المنتج النهائي مشكلة. وضعوا أفكارهم وفقًا لجدول زمني وبدأوا في قطع ما يزيد عن 4000 يوم عمل مجدول تمت إزالته، بما في ذلك ميزات مثل التشغيل الحر (يسمى «التشغيل الحر») ونظام التغطية. تمت إزالة وضع اللاعبين المتعددين التنافسيين نظرًا لقلة شعبيته في إدخالات السلسلة السابقة. في الماضي، قال فيليبس إنه يريد إزالة المزيد. استعير الاستوديو أشخاصًا من أجزاء أخرى من الشركة لإنهاء المشروع. أعرب الكاتب درو هولمز عن صعوبة تحديد ما هو صعب للغاية بالنسبة للعبة. تماشيًا مع سلسلة الدعاية، ساينتس رو: الثالث يتضمن الرمز الجنسي ساشا جراي في الإنتاج كصوت شخصية. الممثلين الصوتيين الآخرين هم هالك هوجان ودانيال داي كيم.
قام فريق التطوير أيضًا بتصور المسودات الأولية مسبقًا لرسم أفكار للآخرين للتقدم. على سبيل المثال، تم تصور مستوى الطائرة التمهيدية مسبقًا قبل عامين من إنشائها كدليل لفريق التطوير والناشر. تم بناء المستويات في محرر فوليشن's مجموعة التكنولوجيا الأساسية (CTG)، والذي تم بناؤه باستمرار في السنوات الأربع السابقة للإصدار. مثل العنوانين الآخرين، ساينتس رو: تم بناء الجزء الثالث في محرك الفيزياء هافوك مع التخصيصات. سمح المحرك للفريق ببناء فيزياء الانجراف للمركبة وطائرة VTOL. اعتبر الاستوديو محرك Geo-Mod 2 لسلسلة فصيل أحمر ولكنه اختار ضدها نظرًا لصعوبة التنفيذ وعدم الرغبة في تلك الدرجة من التدمير. قدم فيليبس تقريرًا عن تطوير اللعبة بعد الوفاة في مؤتمر مطوري الألعاب لعام 2012، حيث نصح الاستوديوهات بالسماح لأعضاء فريق التطوير بالعمل بأفكارهم. بدأ فوليشن في إضافة دعم التعديل إلى العنوان والمسلسل في منتصف عام 2013.

## الصوت
ساينتس رو 3 لديه مسار صوتي مرخص متاح كمحطات راديو عند القيادة في المركبات. يمكن للاعبين التبديل بين قوائم التشغيل التي تتراوح من الكلاسيكية إلى الإلكترونية إلى موسيقى الهيب هوب أو موسيقى الروك أو تخصيص محطتهم الخاصة بناءً على تفضيلاتهم. تم تأليف الموسيقى التصويرية الأصلية بواسطة مالكولم كيربي جونيور، الذي عمل سابقًا على الموسيقى التصويرية غورو الحب. تم إصداره من خلال سومتينغ آخر الموسيقى يعمل جنبًا إلى جنب مع اللعبة عبر قرص مضغوط وتنزيل رقمي. قال كيربي إن طبيعة المسلسل الفائقة أثرت على النتيجة، وأنه كان معجبًا كبيرًا بالسلسلة قبل أن تتاح له الفرصة. في تكوينه، كل عصابة لها موضوع وخصائص محددة تتراوح من «الأوركسترا المهدد إلى العصابات الهيب هوب إلى الهيفي ميتال».

## التسويق والبث

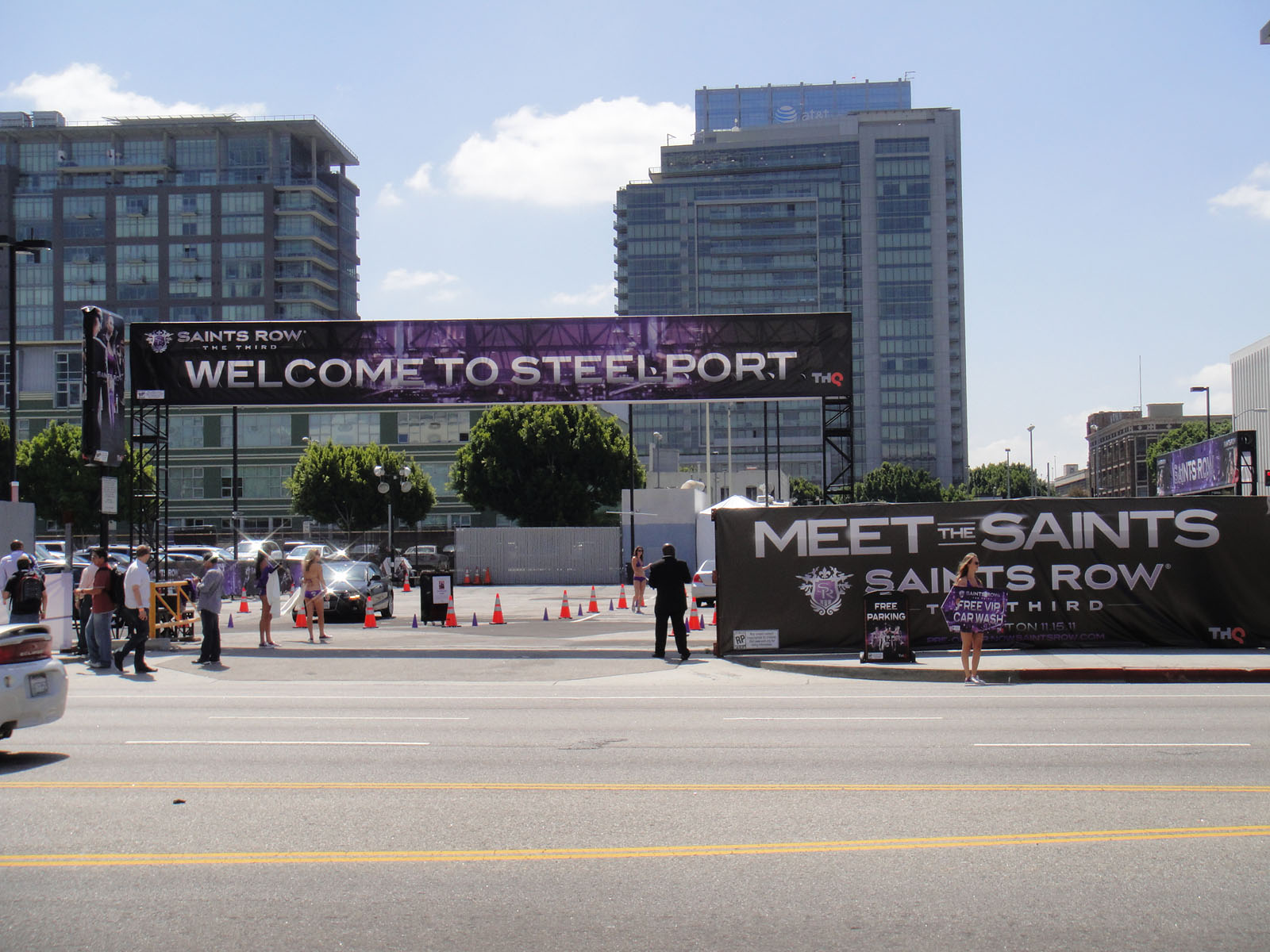
حدث ترويجي لغسيل السيارات في E3 2011

تم إصدار اللعبة لـ ويندوز وبلاي ستيشن 3 وإكس بوكس 360 في وقت واحد في 15 نوفمبر 2011، في الولايات المتحدة وأستراليا، وبعد ثلاثة أيام في المملكة المتحدة. 17 نوفمبر 2011، تمت إزالة الأوردة من سلاح مخترق (الخفاش الذي يبلغ طوله ثلاثة أقدام) بسبب القيود التنظيمية على تصوير عضو جنسي. بدلاً من محتوى اللعبة الحصري المقرر لإصدار بلاي ستيشن 3 الذي لم يتم شحنه مع اللعبة، تلقى لاعبو أمريكا الشمالية وأوروبا الأوائل الذين اشتروا هذا الإصدار رمز تنزيل مجاني لـ ساينتس رو 2. في الصيف قبل لعبة ساينتس رو: الإفراج الثالث ' تعهد تي إتش كيو لتقديم الدعم لها مع قيمتها في السنة من تنزيل المحتوى. في وقت قريب من إطلاق سراحه، أعلن داني بيلسون من تي إتش كيو أن لعبة ساينتس رو 4 كانت قيد التخطيط بالفعل. تلقى أولئك الذين طلبوا اللعبة مسبقًا حزمة فرط العادية أمر للأستاذ جينكي، والتي تضمنت محتوى قابل للتنزيل تحت عنوان جينكي (زي، وعربة، وسلاح). يتضمن إصدار مجموعة صندوق إصدار محدود في أمريكا الشمالية يسمى حزمة البلاتين محتوى الطلب المسبق والموسيقى التصويرية وسماعة رأس مخصصة. تلقت أستراليا ونيوزيلندا نسختين محدودتين: حزمة على نحو سلس الجنائية من EB ألعاب الالكترونيات المحلات وحزمة أقصى متعة من JB Hi-Fi، والتي تضمنت كل منها عناصر التعادل جنبًا إلى جنب مع اللعبة والطلب المسبق المحتوى.
على الرغم من أن اللعبة لم تُعرض في E3 2010، إلا أن تي إتش كيو تحدثت عن الترويج الشامل للربط (لعبة الورق والكتب القابلة للتحصيل) وفيلم ساينتس رو قيد الإنتاج كجزء من "مسرحية ترانسميديا قوية". بدلاً من ذلك، أعلنت تي إتش كيو عن لعبة ساينتس رو: محرك بواسطة، وهي لعبة التعادل لنينتندو 3 دي إس وإكس بوكس لايف أركيد والتي ستفتح المحتوى في لعبة ساينتس رو 3. بعد الإعلان عن لعبة مارس 2011، كانت واردة على غلاف لعبة المخبر قضية ' أبريل. أقرب للإصدار، أرسلت تي إتش كيو لمجموعة الراب بكسل مكسورة مجموعة تطوير مع نسخة ما قبل الإصدار من اللعبة وطلبت منهم تسجيل مسار حول "كل الأشياء الغريبة" التي يجب القيام بها في اللعبة. كتبت المجموعة أغنية الراب في يوم واحد وأنتجت لاحقًا مقطع فيديو على يوتيوب تم ضبطه على مقاطع من اللعبة. استضافت تي إتش كيو حدثًا في ريدفيرن بأستراليا حيث قامت النساء اللواتي يرتدين ملابس ضيقة بضخ الغاز مجانًا لمدة ثلاث ساعات، مما حقق عائدًا يقدر بـ 35 ضعفًا على الاستثمار. أشار يوروغامر إلى أن اللعبة "تم تسويقها بشكل حصري تقريبًا على أساس كل الأشياء الغريبة التي ستتيح لك القيام بها" من الأزياء إلى أسلحة لعبة الجنس، ووصف إيدج لعبة ساينتس رو 3 بأنها "تم تسويقها" عن طريق الألعاب الجنسية والنجوم الإباحية ".
قبل أسبوعين من إصدار اللعبة، كان ساينتس رو 3 أربعة أضعاف عدد الطلبات المسبقة لـ ساينتس رو 2 في النقطة المماثلة. بحلول يناير 2012، كانت اللعبة قد شحنت 3.8 مليون وحدة في جميع أنحاء العالم، والتي استشهدت بها تي إتش كيو كمثال لتغيير نموذج أعمالها للتركيز على الامتيازات الكبيرة. توقع الرئيس والمدير التنفيذي لشركة تي إتش كيو Brian Farrell شحن خمسة إلى ستة ملايين نسخة من اللعبة في عمرها الافتراضي. كان قد وصل إلى أربعة ملايين بحلول أبريل، و 5.5 مليون بحلول نهاية العام. ساينتس رو: كان الثالث نجاحًا مستمرًا غير متوقع للشركة. ظهرت في العروض الترويجية مع همبل بندل، بلاي ستيشن نيتورك، وألعاب إكس بوكس L4e مع إكس بوكس لايف على مدار السنوات العديدة التالية.
أصدرت فوليشن منفذ لينكس للعبة في عام 2016، وجعل إصدار إكس بوكس 360 متوافقًا مع خليفته، إكس بوكس ون، في العام التالي. في أغسطس 2018، أعلنت شركة ديب سيلفر عن منفذ نينتندو سويتش، والذي سيتم إصداره في مايو 2019. تم تطوير المنفذ بواسطة فيشلابز. أعلنت شركة ديب سيلفر عن لعبة ساينتس رو 3 رمستر في أبريل 2020. تم تطوير النسخة المعاد تشكيلها بواسطة سبيراموفت وتتميز بأصول معاد تشكيلها للحصول على رسومات عالية الدقة وإضاءة محسّنة، وتتضمن جميع الألعاب القابلة للتنزيل المحتوى. تم إصدار رمستر لأجهزة بلاي ستيشن 4 وإكس بوكس ون وويندوز في 22 مايو 2020.

## محتوى قابل للتنزيل
محتوى قابل للتنزيل لـ ساينتس رو 3 يتضمن مهام قصة وأسلحة وشخصيات إضافية. «الإصدار النهائي»، ساينتس رو 3، والحزمة كاملة'، يحتوي على كل المحتوى القابل للتنزيل بعد الإصدار — بما في ذلك حزم المهام الثلاث («جينكبول 7» و «العصابات في الفضاء» و «مشكلة مع كلون») وعناصر المكافآت (الملابس والمركبات والأسلحة) بالإضافة إلى اللعبة الرئيسية. تم الإعلان عن الحزمة الكاملة في سبتمبر 2012 لإصدارها بعد شهرين على الكمبيوتر الشخصي وبلاي ستيشن 3 وإكس بوكس 360.
أعلنت تي إتش كيو عن توسع مستقل لـ أدخل دوميناتريكس باعتباره نكتة كذبة أبريل في عام 2012. تم التأكيد على أنها في التطوير الشهر التالي. في أدخل دوميناتريكس، يسجن القائد الأجنبي زينياك زعيم القديسين في محاكاة لـ ستيلبورت تسمى ذا دوميناتريكس وذلك لمنع التدخل عندما يستولي على الكوكب. أضاف التوسيع أيضًا قوى خارقة لشخصية اللاعب. في يونيو، قالت تي إتش كيو إن التوسعة ستختتم في تكملة كاملة، بعنوان مبدئي "التتمة الكبرى التالية في امتياز ساينتس رو ومن المقرر إصدارها في عام 2013. أجزاء من أدخل دوميناتريكس التي لم يتم دمجها في التتمة، ساينتس رو 4، تم إصدارها لاحقًا كمحتوى قابل للتنزيل للعنوان الجديد، تحت نفس الاسم.

## الأستقبال
تلقت اللعبة تقييمات «مواتية بشكل عام»، وفقًا لمجمع نتائج مراجعة ألعاب الفيديو ميتاكريتيك. قال البعض إن اللعبة لم تحاول أن تكون أكثر من وقت ممتع، ووصفها بأنها نوع من «سخيفة» أو «مهرج» أو «سخيف». بطريقة أخرى، أطلق عليها آخرون اسم «الحدث». أشاد النقاد بدرجة خيارات التخصيص، وكانت لديهم وجهات نظر مختلطة حول مجموعة الأنشطة، لكنهم وجدوا ذروة الواقع الأخلاقي الفائق للبروفيسور جينكي نقطة عالية. وجد البعض أن التمييز الجنسي الساخر في اللعبة يكاد يصل إلى كراهية النساء، وأن روح الدعابة الأخرى في اللعبة لم تكن كذلك في بعض الأحيان. أشار العديد من النقاد إلى اللعبة على أنها إتقان صيغة ساينتس رو لقد تم ترشيحها لأفضل قصة في مؤتمر مطوري الألعاب لعام 2012، اختيار محرر آي جي إن، وحاصل على درجات ممتازة من غيمز رادار وجي 4.
وقالت حافة أن مسلسل «يريد أن يكون واريوير على من الألعاب مدينة مفتوحة»، «في دفتر صور متحركة رسوم متحركة من أي شيء، يذهب أقصى» إلى «دراما الجريمة متباه» سرقة السيارات الكبرى كتبوا أن «الخيال الصبياني» للعبة «أحادي التفكير» يتطلب الاحترام ولاحظوا تصعيد اللعبة في نماذج ألعاب الفيديو والمراجع الثقافية من عروض الألعاب اليابانية إلى مغامرات نصية لنهاية العالم من الزومبي إلى لوتشا لايبريه. أطلق دايمون هاتفيلد من آي جي إن على اللعبة اسم «منتزه عالم مفتوح للبالغين». وقال إن وصفها بـ «الوقت المناسب سيكون أقل من اللازم» وأثنى على أسلوبها في تحفيز كل حركة تقريبًا في اللعبة باعتبارها «تصميم لعبة رائع». كان هاتفيلد «مدمنًا» على زيادة دخله بالساعة داخل اللعبة بكفاءة. غيمز رادار مايكل جريم كتب عبة ساينتس رو: كان الثالث تقريبا سريالية، وأشاد الهجمات لاعب حرف لتشغيل.
بالإشارة إلى المقارنة التاريخية بين سلسلة ساينتس رو وجراند ثفت أوتو 4، كتب دان وايتهيد من يوروغامر أن المنعطف الخطير جراند ثفت أوتو 4 جعل سلسلة ساينتس رو هي "لعبة رمل سخيفة مبهجة"، وأشار إلى أن سانتيس الصف: تم "تسويق الجزء الثالث بشكل حصري تقريبًا" على أساس سخافة، من الأزياء إلى أسلحة لعبة الجنس. شعر أن "الخاطفين الأحمق" سرعان ما أصبحت "متوقعة ومتكررة" وشعرت الأنشطة بأنها "معقمة وعامة". كتب إيدج أنهم كانوا "كمامات لمرة واحدة". الصورة وايتهيد أن نمر مرافقة ظهرت البعثات الملاك الحارس للاستفادة منها يوروغامر ويل فيريل الصورة تالاديجا ليالي، وأن سوبر الأخلاقي واقع ذروة معرض اطلاق النار على البروفيسور جينكي في وجه من غريب إبداعات " نادي مطلق النار. وجد كل من يوروغامر و PC جيمر اللعبة سهلة.
يعتقد ريان ماكافري من إكس بوكس الرسمي مجلة أن اللعبة حلت بعض مشاكل تصميم العالم المفتوح وبالتالي سمحت بتجربة مع الأوقات الجيدة وبدون حشو، مثل أسهم أسلوب -الإرهاق في الشوارع بدلاً من إخفاءها في خريطة نظام التموضع العالمي المصغرة. وأضاف أن هذه هي اللعبة التي «ولدت من أجلها». أشاد جريم من غيمز رادار بالمثل فوليشن لمهمتهم، والتي كانت «مبدعة ومضحكة للغاية لدرجة أنها تجعل اللعبة تستحق اللعب بمفردها». وأضاف أن قيادة اللعبة غير الواقعية جعلت اللعبة أكثر متعة. لقد فاز هاتفيلد من آي جي إن حقًا بشخصيته وكان كلاهما مقتنعًا بأنها تهتم بأصدقائها وقد أعجبت بممثلة صوتها. وجد وايتهيد من يوروغامر أن زيموس، القواد الذي يتحدث في التواؤم التلقائي، هو أفضل شخصية في اللعبة. وجد إيدج بعض الكتابات «حادة» وتم تنفيذها بشكل جيد من قبل الممثلين الصوتيين. وجدت PC نقاط توم كبار البعثات القصة الرئيسية ليكون تسليط الضوء. يعتقد هاتفيلد من آي جي إن أن لعبة اللاعب الفردي انهارت في النهاية ووصف النهايتين إما بأنها «سوبر داونر» أو هراء. وجد الوضع التعاوني سهل الإعداد، لكنه شعر أن مهام اللعبة لم يتم تصميمها جيدًا لعدة لاعبين، وأن اللاعب الزائر أصبح «عجلة ثالثة». من ناحية أخرى، وصفت كريستينا سانتياغو من شبكة سي بي إس نيوز النمط التعاوني بأنه «شبه مثالي» ومثالي.
اعتبر هاتفيلد من آي جي إن متوسط رسومات اللعبة بالنسبة للعمر. لقد «أحب ناطحات السحاب الشاهقة المضاءة بالنيون في ستيلبورت» لكنه اعتقد أن الشوارع في بعض الأحيان «هامدة»، حيث قد تكون اللعبة «عالمًا مفتوحًا» ولكنها ليست «عالمًا حيًا». أضاف إيدج أن المدينة كانت سهلة بما يكفي للتنقل، لكنها تفتقد إلى الطابع. جريم من غيمز رادار إنه لا يبدو سيئًا، لكنه لم يكن مثيرًا للاهتمام. اشتكى العديد من المراجعين من «النوافذ المنبثقة»، أو من الأخطاء الرسومية. أب.كوم ذكرت الرسومات نسخة الإنترنت لتكون أكثر استقرارا، ويوروغامر مسبك الرقمية المواجهة أوصى إطلاق بلاي ستيشن 3 لافتقارها لل تمزق الشاشة.
يوروغامر وايتهيد شعرت أن اللعبة تسللت أقرب "من التمييز على أساس الجنس السخرية إلى كراهية النساء التامة" في بعثات مثل "عاهرات طروادة" ومجموعة القطع مثل "الثدي ن 'الحصى" و "ستكيت نزل"، حتى في سلسلة "رائع تافه المعايير ". أضاف إيدج أن نية الدعابة في المهمة المتعلقة بالاتجار بالجنس "قارب هو" لم تظهر بشكل جيد، ويبدو أنها تم تضمينها فقط من أجل قيمة الصدمة. هاتفيلد من آي جي إن أن بعض الجوانب الأكثر الأحداث في اللعبة جعلته يتأرجح، وكتب إيدج أن اللعبة شعرت بأنها "بلا معنى إلى حد كبير" ردًا على وابل من التحسس من "تافهة خالية من السياق". وقال PC نقاط توم كبير انه اساء تقريبا خلال معظم فترات اللقاء لكنه بقي أكثر سعادة من بالاشمئزاز، مضيفا أنه في حين أن لعبة لديها "دسار الأرجواني ضخمة"، أنه ليس لديه الحريات لقتل عاهرة أو "لحظات أخرى من القبح" المرتبطة بامتياز جراند ثفت أوتو 5. كتب وايتهيد من يوروغامر في الختام أن اللعبة لا تقترح "أي شيء مبتكر بشكل خاص" وبدلاً من ذلك ينتهي الأمر بصندوق ألعاب من الأدوات. شعر حافة أن اللعبة كانت أضعف حيث انحنى على سابقة سرقة السيارات الكبرى دون إضافة تعليق الاجتماعي. وأضاف يوروغامر وايتهيد أن لعبة ساينتس رو: ضاعت الثالث فرصة للانفصال عن "صيغة جراند ثفت أوتو، الذي فكر حافة كان جيد في الثلث الأخير من المباراة. ومع ذلك، شعرت آي جي إن أن اللعبة لم تكن صراحة استنساخ جراند ثفت أوتو 5، ووصفتها جي 4 بأنها "توقف عن العمل لا أكثر". خلال مقابلة حول مستقبل تي إتش كيو في يونيو 2012، استجاب رئيسها، جيسون روبن، لمخاوف المحاور من أن ساينتس رو 3 لم يكن لعبة يريد أن يلعبها أمام عائلته بقوله ذلك، بينما لم يفعل ذلك. ضع في اعتبارك أنه لا يوجد مكان في الشركة "للعبة ذات دسار أرجواني"، اختار فوليشن هذا المسار بسبب الخيارات المحدودة و "بيئتهم في ذلك الوقت"، وكان يتطلع إلى دفع الناشر واستوديوهاته للقيام بعمل أفضل.

## وصلات خارجية
- ساينتس رو 3 على موقع IMDb (الإنجليزية)